# Laphria ruficauda
Laphria ruficauda är en tvåvingeart som beskrevs av Samuel Wendell Williston  1885. Laphria ruficauda ingår i släktet Laphria och familjen rovflugor. Inga underarter finns listade i Catalogue of Life.